# Nightlong: Union City Conspiracy
Nightlong: Union City Conspiracy es un juego de aventuras con temática de ciberpunk desarrollado por Trecision y Team17, y distribuido por MicroProse en Europa y DreamCatcher Interactive en Norteamérica. Fue posteriormente porteado a Amiga por ClickBOOM.

## Premisa
El juego toma lugar en la futurista ciudad Union en el año 2099. El jugador asume el papel de un investigador llamado Joshua Reev. Su viejo amigo, Hugh Martens (quien ahora está a cargo de la ciudad), lo llama para que lo ayude con un asunto de máxima importancia política. Sospechan que un grupo de terroristas amenaza la ciudad, y el amigo reportero de Martens, Simon Ruby (quien los investigaba) ha desaparecido. Martens llamó a Reev para que investigue.

## Jugabilidad
Nightlong es un juego de aventuras point-and-click que se enfoca en gran parte en el manejo de inventario y la resolución de puzles.
El juego se juega mayormente desde una perspectiva en tercera persona mostrando a Joshua Reev y el área circundante. Al igual que en muchos juegos del género, los personajes no jugables aparecen en algunas áreas, y se podrá interactuar con ellos. La interfaz de navegación asigna al clic izquierdo para examinar objetos y el clic derecho para usar, interactuar o combinar objetos en el juego o en el inventario de Josh. Los puntos de acceso son indicados con texto en pantalla, incluyendo las salidas de las áreas. Estarán etiquetadas con «Ir a...» en caso de que Josh no haya explorado el área todavía.
La música de fondo y los efectos de sonido son discretos. Existen pocos diálogos entre los personajes, pero el juego en sí estará narrado por Josh a medida que interactúe con los ítems, áreas y personajes. Si Josh no tiene nada que decir, se encogerá de hombros. El lenguaje fuerte aparece infrecuentemente en la narración de Josh.
El juego tiene fondos que parecen ser una mezcla de gráficos con mapeado de texturas y dibujos a mano. Una barra de inventario se encontrará accesible en la parte inferior de la pantalla, y la tecla de Escape se utiliza para el menú de control del juego.

## Recepción
El juego recibió reseñas mixtas, en las cuales los analistas elogian los gráficos y sonido, pero critican la trama y complejidad de algunos de los puzles. El juego ha vendido lo suficientemente bien para garantizar la conversión posterior a Amiga y el lanzamiento de un parche que permitía al juego ser jugado en Windows XP.
Debido al escenario de ciencia ficción, Nightlong recibió una recomendación de The Sci-Fi Channel (ahora SyFy), hasta el punto de que el logo de Sci-Fi llegó a la portada del juego.